# Slovénie aux Jeux olympiques d'été de 2008
La Slovénie participe aux Jeux olympiques d'été de 2008 à Pékin. Il s'agit de sa 5e participation à des Jeux d'été. 

## Médaillés slovènes

### Médailles d'or
| Sport              | Discipline        | Sportifs      | Performance |
| Médailles d'or : 1 |                   |               |             |
| Athlétisme         | Lancer du marteau | Primož Kozmus | 82,02 m     |

### Médailles d'argent
| Sport                  | Discipline           | Sportifs       | Performance   |
| Médailles d'argent : 2 |                      |                |               |
| Natation               | 200 m nage libre (F) | Sara Isakovič  | 1 min 54 s 97 |
| Voile                  | Laser                | Vasilij Žbogar |               |

### Médailles de bronze
| Sport                   | Discipline             | Sportifs        | Performance |
| Médailles de bronze : 2 |                        |                 |             |
| Judo                    | Plus de 78 kg (F)      | Lucija Polavder |             |
| Tir                     | 50 m rifle 3 positions | Rajmond Debevec | 1271,7 pts  |

## Engagés slovènes par sport

### Athlétisme
Hommes
- Matic Osovnikar
- Boštjan Buč
- Damjan Zlatnar
- Rožle Prezelj
- Primož Kozmus
- Matija Kranjc
- Miran Vodovnik
- Jurij Rovan
- Roman Kejžar
- Damjan Sitar

Femmes
- Pia Tajnikar
- Sabina Veit
- Brigita Langerholc
- Sonja Roman
- Nina Kolarič
- Marija Šestak
- Martina Ratej

#### Hommes
| Épreuve           | Athlète           | Séries      | Séries | Quarts de finale | Quarts de finale | Demi-finales | Demi-finales | Finale   | Finale        |
| Épreuve           | Athlète           | Résultat    | Rang   | Résultat         | Rang             | Résultat     | Rang         | Résultat | Rang          |
| ----------------- | ----------------- | ----------- | ------ | ---------------- | ---------------- | ------------ | ------------ | -------- | ------------- |
| 100 mètres        | Matic Osovnikar   | 10.46       | 3e Q   | 10.24            | 6e               | -            | -            | -        | -             |
| 200 mètres        | Matic Osovnikar   | 20.89       | 4e Q   | 20.95            | 8e               | -            | -            | -        | -             |
| 110 mètres haies  | Damjan Zlatnar    | 13.84       | 7e Q   | NP               | /                | -            | -            | -        | -             |
| 3000m steeple     | Bostjan Buc       | 8 min 21.24 | 8e     | -                | -                | -            | -            | -        | -             |
| Saut en hauteur   | Rožle Prezelj     | 2,25m       | 5e Q   | NC               | NC               | NC           | NC           | 2,20m    | 10e           |
| Saut à la perche  | Jurij Rovan       | 5,30m       | 14e    | -                | -                | -            | -            | -        | -             |
| Lancer du poids   | Miroslav Vodovnik | 19,81m      | 11e    | -                | -                | -            | -            | -        | -             |
| Lancer du marteau | Primož Kozmus     | 79,44m      | 2e Q   | NC               | NC               | NC           | NC           | 82,02m   | Médaille d'or |
| Lancer du javelot | Matija Kranjc     | 71,00m      | 16e    | -                | -                | -            | -            | -        | -             |
| Décathlon         | Damjan Sitar      | NC          | NC     | NC               | NC               | NC           | NC           | 7336 PTS | 23e           |

#### Femmes
| Épreuve           | Athlète            | Séries      | Séries | Quarts de finale | Quarts de finale | Demi-finales | Demi-finales | Finale       | Finale |
| Épreuve           | Athlète            | Résultat    | Rang   | Résultat         | Rang             | Résultat     | Rang         | Résultat     | Rang   |
| ----------------- | ------------------ | ----------- | ------ | ---------------- | ---------------- | ------------ | ------------ | ------------ | ------ |
| 100 mètres        | Pia Tajnikar       | 11.82       | 5e     | -                | -                | -            | -            | -            | -      |
| 200 mètres        | Sabina Veit        | 23.62       | 5e     | -                | -                | -            | -            | -            | -      |
| 800 mètres        | Brigita Langerholc | 2 min 00.13 | 3e Q   | NC               | NC               | 2 min 01.41  | 8e           | -            | -      |
| 1500              | Sonja Roman        | 4 min 08.52 | 8e     | -                | -                | -            | -            | -            | -      |
| 20 km marche      | Zuzana Malikova    | NC          | NC     | NC               | NC               | NC           | NC           | 1h 34 min 33 | 31e    |
| Saut en longueur  | Nina Kolaric       | 6,40m       | 15e    | -                | -                | -            | -            | -            | -      |
| Triple saut       | Marija Šestak      | 14,44m      | 5e Q   | NC               | NC               | NC           | NC           | 15,03m       | 4e     |
| Lancer du javelot | Martina Ratej      | 55,30m      | 19e    | -                | -                | -            | -            | -            | -      |

### Aviron
| Athlète(s)                  | Compétition         | Série         | Série | Quart de finale | Quart de finale | Demi-finale   | Demi-finale | Finale                 | Finale |
| Athlète(s)                  | Compétition         | Temps         | Rang  | Temps           | Rang            | Temps         | Rang        | Temps                  | Rang   |
| --------------------------- | ------------------- | ------------- | ----- | --------------- | --------------- | ------------- | ----------- | ---------------------- | ------ |
| Luka Špik                   | Deux de couple      | 6 min 39 s 49 | 4e    | NC              | NC              | 6 min 23 s 81 | 2e          | Finale A 6 min 33 s 96 | 6e     |
| Iztok Čop                   | Deux de couple      | 6 min 39 s 49 | 4e    | NC              | NC              | 6 min 23 s 81 | 2e          | Finale A 6 min 33 s 96 | 6e     |
| Equipe de slovénie          | Quatre de couple    | 5 min 57 s 02 | 4e    | 6 min 12 s 64   | 4e              | -             | -           | -                      | -      |
| Pirih Rozman Kolander Pirih | Quatre sans barreur | 6 min 03 s 78 | 3e    | NC              | NC              | 5 min 56 s 08 | 1er         | Finale A 6 min 11 s 62 | 4e     |

### Handball
Hommes
- Iztok Čop
- Luka Špik
- Rok Kolander
- Miha Pirih
- Tomaž Pirih
- Rok Rozman
- Gašper Fistravec
- Janez Jurše
- Jernej Jurše
- Wack Alexandre

### Badminton
Femmes
- Maja Tvrdy

### Canoë-kayak
Hommes
- Jernej Zupančič Regent - K1
- Peter Kauzer (slalom)

Femmes
- Špela Ponomarenko - K1

| Athlète         | Compétition | Éliminatoires  | Éliminatoires | Demi-finales   | Demi-finales | Finale A | Finale A |
| Athlète         | Compétition | Temps          | Rang          | Temps          | Rang         | Temps    | Rang     |
| --------------- | ----------- | -------------- | ------------- | -------------- | ------------ | -------- | -------- |
| Jernej Zupancic | K1 1000m    | 3 min 33 s 289 | 4e            | 3 min 41 s 730 | 6e           | -        | -        |

| Athlète      | Compétition | Éliminatoires | Éliminatoires | Demi-finales | Demi-finales | Finale A | Finale A |
| Athlète      | Compétition | Temps         | Rang          | Temps        | Rang         | Temps    | Rang     |
| ------------ | ----------- | ------------- | ------------- | ------------ | ------------ | -------- | -------- |
| Peter Kauzer | K1          | 166.49 pts    | 1er           | 89.42 pts    | 13e          | -        | -        |

### Cyclisme

#### VTT
Femmes
- Blaža Klemenčič

#### Route
Hommes
- Simon Špilak
- Borut Božič
- Jure Golčer
- Tadej Valjavec

Femmes
- Sigrid Teresa Corneo

| Athlète        | Compétition      | Temps         | Rang |
| -------------- | ---------------- | ------------- | ---- |
| Tadej Valjavec | Course en ligne  | 6 h 26 min 17 | 34e  |
| Jure Golčer    | Course en ligne  | 6 h 34 min 26 | 59e  |
| Simon Špilak   | Contre-la-montre | 1 h 07 min 34 | 27e  |

### Gymnastique
Hommes
- Mitja Petkovšek

Femmes
- - Adela Šajn

### Judo
Hommes
- Rok Drakšič
- Aljaž Sedej
- Matjaž Ceraj

Femmes
- Urška Žolnir
- Lucija Polavder

### Natation
Hommes
- Damir Dugonjič
- Jernej Godec
- Peter Mankoč
- Matjaž Markič
- Luka Turk

Femmes
- Anja Čarman
- Sara Isakovič
- Anja Klinar
- Teja Zupan
- Nina Sovinek

### Tir
Hommes
- Rajmond Debevec

### Tennis de table
Hommes
- Simple messieurs
- Bojan Tokič

### Voile
Hommes
- Vasilij Žbogar
- Karlo Hmeljak
- Mitja Nevečny
- Gašper Vinčec

Femmes
- Vesna Dekleva
- Klara Maučec